# رئیس مزرعه (فیلم)
رئیس مزرعه (به انگلیسی: Barnyard) فیلمی پویانمایی کمدی و ساختهٔ استیو اودکرک است که توسط نیکلودئون موویز و او انترتینمنت تولید و توسط پارامونت پیکچرز در سال ۲۰۰۶ منتشر شده است. این فیلم توسط استیو اودکرک کارگردانی، تهیه و نوشته شده است. کوین جیمز، کورتنی کاکس، سم الیوت، دنی گلاور، واندا سایکس، اندی مک‌داول، تینو اینسانا، جان دیماجیو و دیوید کوچنر صداپیشگان این فیلم هستند. داستان فیلم درباره اوتیس، یک گاو هلشتاین بی‌خیال (گاوی نر با پستان) است که ارزش مسئولیت را زمانی می‌آموزد که پس از مرگ پدرخوانده‌اش در اثر حمله یک کایوت، رهبر افراد خانه مزرعه‌اش می‌شود.
توسعه رئیس مزرعه از سال ۲۰۰۲ آغاز شد و در ۴ اوت ۲۰۰۶ در ایالات متحده اکران شد. این فیلم نقدهای منفی در راتن تومیتوز و نقدهای متفاوتی در متاکریتیک دریافت کرد‌. این فیلم ۱۱۶٫۵ میلیون دلار در سراسر جهان در مقابل بودجه ۵۱ میلیون دلاری به دست آورد. این فیلم در یک مجموعه تلویزیونی به نام بازگشت به رئیس مزرعه، که در دو فصل از شبکه نیکلودئون و نیکتونز پخش شد.

## داستان
اوتیس (جیمز)، یک گاو نر هلشتاین فریزن بی‌خیال و خوش‌گذران، در مزرعه‌ای در شهر اودویل در آریزونا زندگی می‌کند، جایی که ساکنان حیوان مزرعه اجازه دارند وقتی انسان‌ها نظاره‌گر نیستند، رفتار انسان‌انگاری خود را نشان دهند. او ترجیح می‌دهد با دوستانش، موش پیپ، خوک پیگ، مرغ پک و راسوی اهلی فردی، خوش بگذراند، که این امر مورد تأیید بن، پدرخوانده‌ او و رهبر مزرعه، نیست. یک شب، اوتیس بن را متقاعد می‌کند که نگهبانی شبانه‌اش را برعهده بگیرد تا او بتواند در یک مهمانی بزرگ در انبار شرکت کند و دیزی، گاو بارداری را که اخیراً با بهترین دوستش بسی به مزرعه آمده، تحت تأثیر قرار دهد. قبل از اینکه اوتیس برود، بن به او می‌گوید که شبی که او را به عنوان گوساله پیدا کرد، رقص ستارگان را دید. در حالی که حیوانات مشغول مهمانی هستند، دسته‌ای از کایوت‌ها تلاش می‌کنند مرغ‌های مزرعه را بخورند. بن به تنهایی با موفقیت آن‌ها را دفع می‌کند، اما به طور مرگباری زخمی می‌شود و می‌میرد.
پس از مرگ بن، حیوانات اوتیس را به عنوان رهبر جدید انتخاب می‌کنند. او با موقعیت و وظایف جدیدش دست و پنجه نرم می‌کند، که به طور غیرمنتظره‌ای شامل رفع و رجوع حادثه‌ای می‌شود که در آن کشاورز شاهد مهمانی حیوانات می‌شود و مایلز، یک قاطر مسن و دوست دوران کودکی بن، او را بیهوش می‌کند. اوتیس در حالی که فردی و پک را برای نگهبانی از لانه مرغ‌ها می‌گذارد، به گاوهای جرزی، یک گروه سه نفره از گاوهای دردسرساز، می‌پیوندد تا از یک قلدر که گاوها را واژگون می‌کند، انتقام بگیرد. پس از اجتناب از دستگیری توسط مقامات، اوتیس برای نگهبانی شبانه‌اش برمی‌گردد و لحظه‌ای احساسی را با دیزی به اشتراک می‌گذارد، که زمانی را به یاد می‌آورد که همسر مرحومش و سایر گاوها در یک طوفان بارانی کشته شدند. اوتیس به زودی با کایوت‌ها مواجه می‌شود، که به راحتی با استفاده از ضعف او به عنوان رهبر و احساس گناهش بابت مرگ بن، او را منصرف می‌کنند. رهبر آن‌ها، داگ، معامله‌ای ترتیب می‌دهد که به طور دوره‌ای حیوانات مزرعه را بدزدد، در غیر این صورت او و همدستانش اگر اوتیس تلاشی برای مداخله کند، همه آن‌ها را آشکارا خواهند کشت.
اوتیس که شرمنده است، تصمیم می‌گیرد مزرعه را ترک کند، اما پس از اینکه متوجه می‌شود کایوت‌ها در طول روز و پشت سر او مرغ‌ها، از جمله اِتا و دختر جوانش مدی، را ربوده‌اند، از تصمیمش منصرف می‌شود. اوتیس که توسط مایلز تشویق می‌شود، به تنهایی به سراغ کایوت‌ها در مخفیگاهشان در محل انهدام خودروها می‌رود. اوتیس در ابتدا در برابر تعداد زیاد آن‌ها کم می‌آورد، اما دوستانش برای جنگیدن در کنار او از راه می‌رسند. آن‌ها با هم کایوت‌ها را شکست می‌دهند و اوتیس به داگ هشدار می‌دهد که دیگر هرگز خانه‌شان را تهدید نکند. حیوانات موتورسیکلت‌ها را می‌دزدند و با عجله به مزرعه بازمی‌گردند، جایی که دیزی گوساله‌ای به دنیا می‌آورد که به یاد بن نامگذاری می‌شود و اوتیس پدرش می‌شود. اوتیس قسم می‌خورد که از مزرعه همان‌طور که پدرش قبل از او محافظت می‌کرد، محافظت کند، در حالی که شاهد رقصیدن تصاویر او، دیزی و بن جوان در میان ستارگان است.

## صداپیشگان
- کوین جیمز در نقش اوتیس، یک گاو هلشتاین بی‌خیال و پسرخوانده بن؛ او پس از درگذشت بن رهبر نهایی مزرعه می‌شود.
- کورتنی کاکس در نقش دیزی، یک گاو مهربان، بیوه و باردار که مورد علاقه اوتیس است.
- سم الیوت در نقش بن، پدرخوانده اوتیس و رهبر اصلی مزرعه.
- دنی گلاور در نقش مایلز، یک قاطر مسن و دوست دوران کودکی بن.
- واندا سایکس در نقش بسی، یک گاو گستاخ که دوست دیزی است.
- اندی مک‌داول در نقش اتا، یک از مرغ‌های مزرعه و مادر مدی.
- دیوید کوچنر در نقش داگ، رهبر سادیستی گروه کایوت‌هایی که به دنبال شکار و خوردن حیوانات مزرعه هستند، یعنی مرغ‌ها.
- جفری گارسیا در نقش پیپ، یک موش عاقل و یکی از دوستان اوتیس.
- تینو اینسانا در نقش پیگ، یک خوک ژولیده، خوش‌نیت و یکی از دوستان اوتیس.
- دام ایررا در نقش دوک، یک بردر کولی که به عنوان سگ چوپان مزرعه خدمت می‌کند.
- کام کلرک در نقش فردی، یک موش خرمای کم‌هوش، عصبی و یکی از دوستان اوتیس.
- راب پالسن در نقش پک، یک خروس باهوش اما از نظر فیزیکی ضعیف و یکی از دوستان اوتیس.
  - پالسن همچنین گوفر و یکی از دوقلوهای تحویل‌دهنده پیتزا را صداپیشگی می‌کند.
- اس. اسکات بولوک در نقش ادی، رهبر گاوهای جرزی که با لهجه‌های نیوجرسی صحبت می‌کند.
- جان دیماجیو در نقش باد، یکی از اعضای گاوهای جرزی.
  - دیماجیو همچنین فردریک اوهالنون، یک افسر پلیس محلی را صداپیشگی می‌کند.
- موریس لامارش در نقش ایگ، یکی از اعضای گاوهای جرزی.
- ماریا بمفورد در نقش نورین «نورا» بیدی، همسایه کشاورز و عمه پسر اسنوتی که از انسان‌شناسی حیوانات آگاه است.
- فرد تاتاسیور در نقش کشاوز بایر، صاحب مزرعه‌ای که اوتیس و دوستانش در آن زندگی می‌کنند.
- مادلین لاوجوی در نقش مدی، دختر اتا که به دنبال اوتیس است.
- ارت‌کوییک در نقش روت، یک خروس خوش‌تیپ.
- استیو اودکرک در نقش یوجین «پسر اسنوتی» گلدنر، برادرزاده بیدی‌ها که به حیوانات ظلم می‌کند.
  - اودکرک همچنین ناتانیل راندال «ناتان» بیدی سوم، همسایه کشاورز، شوهر نورا و عموی بی‌میل پسر اسنوتی؛ رجینالد گلدنر؛ پدر پسر اسنوتی و یکی از دوقلوهای تحویل‌دهنده پیتزا را صداپیشگی می‌کند.
- جیل تالی در نقش سرنا گلدنر، مادر پسر اسنوتی.
- لرین نیومن و کیتی لی در نقش دوستان پسر اسنوتی.
- فرانک ولکر در نقش جلوه‌های صوتی کایوت‌ها.
- جین کراکوسکی در نقش کایوت با صدای زنانه.

جوجه‌های مرغ توسط الینا بندستون، پال بوچر، خمانی گریفین، آرلو لوین، لیلیانا مومی، سیدنی نیل، کت اوزاوا، توماس پیستور، ایسایا تفیلو، جرج ون نیوکیرک به تصویر کشیده شده‌اند.
صداهای اضافی حیوانات رئیس مزرعه توسط کیت آنتونی، جولیان بوشر، ویلیام کالورت، چاد اینبیندر، لی فرنچ، ادی فریرسون، نیکا فاترمن، نیکولاس گست، آرچی هان، کیتی لی، کریستی ملور، ژاکنیل پینول، فیل پراکتر، جاستین شنکارو، لین ماری استوارت، آدری واسیلوسکی و کلودت ولز ارائه شده‌اند.
صداپیشگان دوبله فارسی
- مجید حبیبی در نقش اتیس
- حامد عزیزی در نقش پیگ،خوک‌ مزرعه
- محمدرضا علیمردانی در نقش بن و دگ رئیس کایوت ها
- محمدرضا صولتی در نقش بیپ موشه، گاو خاکستری و روت خروس خوشتیپ
- هومن حاجی عبداللهی در نقش مایلز الاغه و برادران پیتزا فروش
- امیرحسین مدرس در نقش فردی راسو
- سحر چوبدار در نقش  دیزی
- آرزو آفری در نقش اتا  مادر جوجه ها، مدی و یوجین  گاو آزار
- وحید رونقی در نقش گاو زرد و دوک سگ مزرعه
- علی باقرلی در نقش پک و ادی
- ندا آسمانی در نقش بسی  گاو ماده قهوه‌ای و نورین

## انتشار
پارامونت پیکچرز رئیس مزرعه را در ۴ اوت ۲۰۰۶ در سینماهای ایالات متحده اکران کرد. این فیلم تقریباً بین ۱۱۶٫۵ و ۱۱۸٫۶ میلیون دلار در گیشه جهانی، در مقابل بودجه ۵۱ میلیون دلاری، فروش داشت.

### رسانه خانگی
رئیس مزرعه توسط سرگرمی خانگی پارامونت در ۱۲ دسامبر ۲۰۰۶ بر روی دی‌وی‌دی، در نسخه‌های عریض و تمام صفحه جداگانه، منتشر شد. دی‌وی‌دی شامل آغاز متفاوت، یک موزیک ویدئوی «رئیس مزرعه باب»، یک خالق کتاب کمیک و تفسیری توسط استیو اودکرک و پل مارشال است. رئیس مزرعه برای نخستین بار در ۲۵ ژانویه ۲۰۲۲ بر روی بلوری منتشر شد.

## بازخوردها
در متاکریتیک، بر اساس رای ۲۴ منتقد، امتیاز ۴۲ از ۱۰۰ را دارد که نشان‌دهنده «بررسی‌های مختلط یا متوسط» است. تماشاگران در نظرسنجی سینماسکور به فیلم نمره متوسط «B+» در مقیاس A+ تا F دادند.